# Oligoxystre tucuruiense
Oligoxystre tucuruiense är en spindelart som beskrevs av Guadanucci 2007. Oligoxystre tucuruiense ingår i släktet Oligoxystre och familjen fågelspindlar. Inga underarter finns listade i Catalogue of Life.